# Франсіско де Орельяна
Франсі́ско де Орелья́на (ісп. Francisco de Orellana; 1505 або 1511, Трухільйо — 1546) — іспанський мандрівник і конкістадор (аделантадо), першовідкривач Амазонки, першим з європейців проплив по всій її довжині.

## Біографія

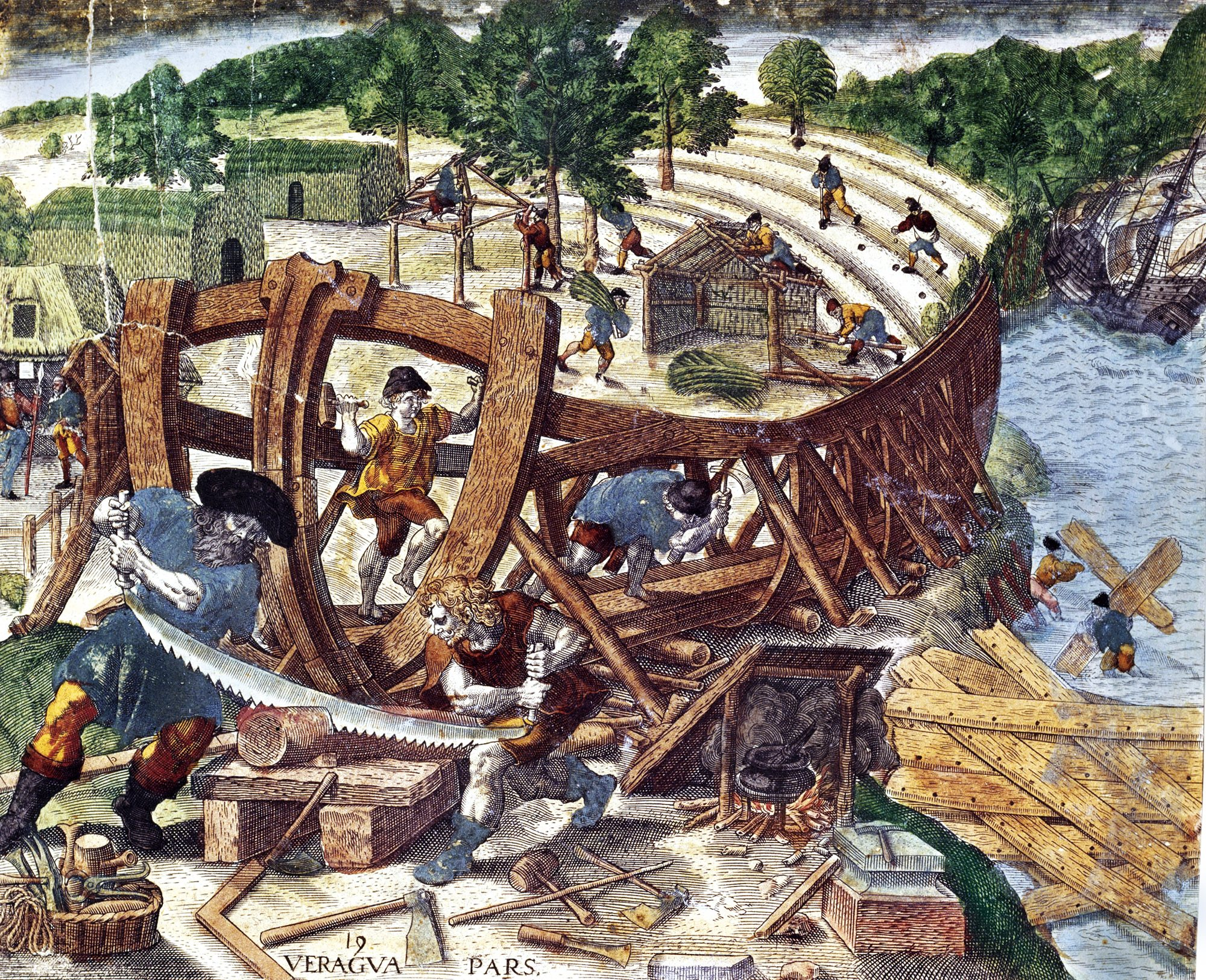
Орельяна з товаришами будує маленьку бригантину.

Франсиско де Орельяна походив з роду зубожілих іспанських дворян. Точна дата народження невідома, тому що в книгах про хрещення в місті Трухільйо не виявлено відомостей щодо нього. У п'ятнадцятирічному віці він вирушив до Нового Світу. Франсиско Орельяна був учасником іспанського завоювання Перу разом з Франсиско Пісарро (вони доводилися один одному далекими родичами). На території Перу він брав участь у всіх значних походах і битвах. У 1534 р. він брав участь у захопленні міста Куско, а на наступний рік — в захопленні міст Трухільйо та Кіто. У 1536 р. він очолив загін з 80 осіб і придушив повстання індіанців біля Куско.
У 1541 р., дізнавшись, що Гонсало Пісарро готує експедицію в пошуках Ельдорадо, Орельяна вирішив приєднатися до нього. Він зібрав загін з 320 іспанців і чотирьох тисяч індіанців-носіїв і вирушив з Куско в Кіто. В Кордильєрах були сильні снігопади й такі сильні морози, що багато індіанців замерзло на смерть. У грудні 1541 р., перейшовши через Східні Кордильєри, Орельяна вийшов до річки Напа, ставши її першовідкривачем. У середині грудня 1541 р. Орельяна вийшов до табору Пісарро. Там було вирішено побудувати невелику бригантину «Сан-Педро» і спуститися вниз за течією, оскільки продовжувати подорож по заболочених джунглях було неможливо. Місцеві індіанці повідомляли, що в декількох днях шляху є місця, де багато золота і продовольства. Після побудови корабля Пісарро наказав Орельяні вирушити за продовольством і золотом. На судні й 4 каное, що супроводжували його, разом з ним вирушило 57 іспанців. Пропливши по річці кілька днів, Орельяна не виявив жодних поселень і, відповідно, нічого з того, що він шукав. Тоді він вирішив продовжити подорож по річці, кинувши Пісарро напризволяще.
12 лютого 1542 р. Орельяна виплив до місця з'єднання трьох річок, найширшою з яких була річка, згодом названа ним Амазонкою. У місці злиття річок ширина була така, що не було видно берега, крім того, течія була бурхливою, річка рясніла вирами. Було вирішено побудувати більш міцне і велике судно. За два місяці було збудовано велику бригантину «Вікторія», на якій і була продовжена експедиція.
24 червня 1542 р. на одній зі стоянок загін Орельяна зазнав нападу місцевих індіанців. За свідченням монаха Карвахаля, що брав участь в експедиції:
|  | Битва, яка тут сталася, була не на життя, а на смерть, бо індіанці перемішалися з іспанцями й оборонялися на диво мужньо ... Ми побачили на власні очі, що в бою вони <жінки — автор> б'ються попереду всіх і є для них чимось на зразок ватажків ... Ці жінки дуже високого зросту і білошкірі, волосся у них дуже довгі, заплетене і обгорнуте навколо голови. Вони дуже сильні, а ходять майже голі — тільки прикривають сором. У руках у них лук і стріли, і в бою вони не поступаються доброму десятку індіанців, і багато з них — я бачив це на власні очі — випустили по одній з наших бригантин цілий оберемок стріл ... |

Місцеві індіанці розповіли, що ці жінки живуть в декількох днях шляху від річки в кам'яних будинках, мають багато коштовностей і, зокрема, жіночі статуї зі срібла і золота. Пізніше жоден з дослідників Амазонки не знайшов і сліду цих жінок-амазонок. Виникли версії, що це були місцеві індіанки, що билися разом з чоловіками, або це були довговолосі чоловіки в бойовому білому розфарбуванні.
У міру наближення до гирла річки, яку назвали Амазонкою, став відчуватися вплив океанських припливів. Це виражалося в зіткненні припливної хвилі зі стрімкою течією Амазонки. На річці виникала хвиля висотою 5-6 метрів. Місцеві індіанці називали її поророка.
26 серпня 1542 р. кораблі увійшли в гирло цієї річки. За три тижні судна були підготовлені до морського плавання, зшиті вітрила, тому вони вирушили на північний захід уздовж узбережжя Південної Америки. Після нетривалого плавання кораблі досягли острова Кубагуа.

Перше плавання маршрут (1541—1542) (інтерактивна карта)

Таким чином, Франсиско де Орельяна став першим європейцем, який перетнув Південну Америку в найширшому місці, і першовідкривачем найбільшої річки світу.
Після повернення до Іспанії Орельяна почав підготовку нової експедиції на Амазонку. Через брак коштів експедиція була оснащена погано, не вистачало продовольства, зброї та людей. У 1546 році Орельяна здійснив плавання через Атлантику на трьох кораблях. Під час шторму один із них затонув.
Після досягнення гирла Амазонки експедиція почала підйом вгору проти течії. Члени експедиції потерпали через тропічні хвороби, нестачу продовольства, постійні напади індіанців. У листопаді 1546 від якоїсь хвороби помер і сам Франсиско де Орельяна.

## Пам'ять
- На честь Франсиско де Орельяна названо провінцію на сході Еквадора.
- У фільмі Спілберга «Індіана Джонс і Королівство кришталевого черепа» Індіана Джонс знаходить мумію Орельяна.

## Видання
- 1859 — Orellana (Francisco de). Expedition into the valley of the Amazons in 1540. London. 1859. 8. (англ.)